# تدو جاپاریدزه
تدو جاپاریدزه (به گرجی: თედო ჯაფარიძე) (متولد ۱۸ سپتامبر ۱۹۴۶) سیاستمدار و دیپلمات گرجی است.
جاپاریدزه در تفلیس، پایتخت گرجستان به دنیا آمد. وی در سال ۱۹۷۱ از گروه زبان‌ها و ادبیات اروپای غربی در دانشگاه دولتی تفلیس فارغ‌التحصیل شد و تا سال ۱۹۷۴ در آنجا کار کرد. وی سپس از سال ۱۹۷۴ تا ۱۹۸۹ در مؤسسه مطالعات ایالات متحده آمریکا و کانادا در آکادمی علوم اتحاد جماهیر شوروی تحصیل و کار کرد. پس از بازگشت به گرجستان، در وزارت خارجه گرجستان فعالیت کرد و در اوت ۱۹۹۱ به عنوان معاون وزیر خارجه منصوب شد. وی از نوامبر ۱۹۹۲ تا ژوئن ۱۹۹۴ به عنوان معاون رئیس شورای امنیت ملی و از ژوئیه ۱۹۹۴ تا مارس ۲۰۰۲ به عنوان سفیر گرجستان در ایالات متحده، کانادا و مکزیک فعالیت کرد. وی از ۱۳ مارس ۲۰۰۲ تا ۳۰ نوامبر ۲۰۰۳ ریاست شورای امنیت ملی گرجستان را بر عهده داشت.
پس از انقلاب رز، که منجر به پایان دوره ریاست جمهوری ادوارد شواردنادزه شد، جاپاریدزه از ۳۰ نوامبر ۲۰۰۳ تا ۱۸ مارس ۲۰۰۴ به عنوان وزیر خارجه در دولت جدید خدمت کرد. وی پس از ترک خدمت در مناصب حکومتی، از نوامبر ۲۰۰۴ تا آوریل ۲۰۰۵ دبیرکل سازمان همکاری اقتصادی دریای سیاه (BSEC) و رئیس مؤسسه آمریکا و قفقاز در تفلیس بود. در سال ۲۰۰۶، وی به عنوان محقق سیاست عمومی در مرکز بین‌المللی دانش پژوهان وودرو ویلسون کار کرد.
در سال ۲۰۱۱، جاپاریدزه از خدمت در مناصب دیپلماتیک گرجستان عزل شد. پس از این او به صفوف حزب مخالف یعنی رویای گرجی پیوست، که توسط بیدزینا ایوانیشویلی سرمایه‌دار بزرگ تأسیس شد. وی در انتخابات پارلمانی ۲۰۱۲ از حزب رؤیای گرجستان به مجلس راه یافت و به ریاست کمیته امور خارجه پارلمان رسید.